# Irena Bredel
Irena Bredel, ps. „Alina”, „Alina Bomba” (ur. 11 lutego 1917 w Wieluniu, zm. 2 sierpnia 1944 w Warszawie) – polska łączniczka, minerka, podporucznik Armii Krajowej. Dwukrotnie odznaczona Krzyżem Walecznych.

## Życiorys
Irena Bredel była córką Ignacego Bredela i Bronisławy z domu Perlic. Była absolwentką Państwowej Szkoły Handlowej w Łodzi i pracowała zawodowo na poczcie. Była działaczką Przysposobienia Wojskowego Kobiet. Zajmowała funkcję komendantki hufca szkolnego PWK nr 3 w Łodzi. W trakcie kampanii wrześniowej była sanitariuszką w Szpitalu Ujazdowskim w Warszawie, a po kapitulacji powróciła do Łodzi, gdzie dołączyła do Służby Zwycięstwu Polski, a następnie odkomenderowaną ją do służby w Komendzie Głównej Związku Walki Zbrojnej, gdzie działała jako kurierka na trasie Kielce – Lublin. Ponadto była instruktorką Wojskowej Służby Kobiet oraz dowodziła patrolem doświadczalno-bojowym w Kobiecych Patrolach Minerskich Kedywu Okręgu Warszawa Armii Krajowej. We wrześniu 1943 w Michalinie była uczestniczką testów nowego granatu przeciwpancernego, a zimą 1943/1944 testowała granaty „filipinki” w testach zorganizowanych przez Biuro Badań Technicznych. 15 marca 1944 przy ul. Miodowej wraz z Elżbietą Ostrowską „Justyną” wykonała wyrok śmierci na współpracowniku Gestapo Mieczysławie Darmaszku, skazanym na śmierć przez sąd podziemny AK. Darmaszek doniósł na ich koleżanki do Gestapo, w wyniku czego te zostały zamordowane. Uczestniczyła w powstaniu warszawskim, w którym w stopniu podporucznika dowodziła patrolem minerek, wchodzącym w skład Oddziału Osłony Wojskowych Zakładów Wydawniczych. Zginęła 2 sierpnia 1944 podczas ataku powstańców na Pocztę Główną w trakcie próby zatrzymania czołgu na placu Napoleona.
Została dwukrotnie odznaczona Krzyżem Walecznych.